# Ság
Ság (węg. Ság hegy) – wzgórze wulkaniczne we wschodniej części komitatu Vas niedaleko Celldömölk na Węgrzech.

## Fauna i flora
Roślinność wzgórza znacząco różni się od flory okolicznych terenów. Charakterystyczne dla tego miejsca są m.in. takie rośliny jak: sasanka łąkowa, miłek wiosenny czy rozchodnik skalny.
Awifauna wzgórza jest bardzo bogata. Zanotowano obserwacje pójdźki, puszczyka, płomykówki, sowy uszatej. Częste są także takie gatunki jak: zięba, kowalik, słowik rdzawy, kos, rudzik.
Aby chronić miejscową faunę i florę na wzgórzu utworzono rezerwat przyrody.

## Region winiarski
Ság razem ze wzgórzami wulkanicznymi Somló i Kis-somlyó tworzą region winiarski. Zabytkiem pisanym świadczącym o lokalnych tradycjach winiarskich są pochodzące z XVIII w. Sági Hegységnek Törvényei ("Prawa Masywu Ság") – jeden z najstarszych węgierskojęzycznych zbiorów praw winiarskich.

## Kamieniołomy
Na początku XX w. rozpoczęto na wzgórzu eksploatację kamienia. W 1909 powstała Sághegyi Bazaltbánya Rt (Kopalnia Bazaltu na Wzgórzu Ság S.A.). Na skalę przemysłową kamień wydobywano w latach 1911 – 1957. Łącznie wydobyto ok. 17 mln ton kamienia, co w znaczącym stopniu zmieniło wygląd wzgórza.